# Limonium hermaeum
Limonium hermaeum är en triftväxtart som beskrevs av Sandro Alessandro Pignatti. Limonium hermaeum ingår i släktet rispar, och familjen triftväxter. Inga underarter finns listade i Catalogue of Life.